# Медрон (Нью-Мексико)
Медрон (англ. Madrone) — переписна місцевість (CDP) в США, в окрузі Валенсія штату Нью-Мексико. Населення — 621 особа (2020).

## Географія
Медрон розташований за координатами 34°34′45″ пн. ш. 106°43′43″ зх. д. / 34.57917° пн. ш. 106.72861° зх. д. (34.579215, -106.728643).  За даними Бюро перепису населення США в 2010 році переписна місцевість мала площу 7,98 км², уся площа — суходіл.

## Демографія
Згідно з переписом 2010 року, у переписній місцевості мешкало 707 осіб у 233 домогосподарствах у складі 164 родин. Густота населення становила 89 осіб/км².  Було 253 помешкання (32/км²).
Расовий склад населення:
| - 79,8 % — білих - 2,0 % — корінних американців - 1,3 % — чорних або афроамериканців - 0,6 % — азіатів - 0,1 % — вихідців з тихоокеанських островів - 14,0 % — осіб інших рас |

До двох чи більше рас належало 2,3 %. Частка іспаномовних становила 66,9 % від усіх жителів.
За віковим діапазоном населення розподілялося таким чином: 31,4 % — особи молодші 18 років, 62,0 % — особи у віці 18—64 років, 6,6 % — особи у віці 65 років та старші. Медіана віку мешканця становила 31,6 року. На 100 осіб жіночої статі у переписній місцевості припадало 106,1 чоловіків;  на 100 жінок у віці від 18 років та старших — 103,8 чоловіків також старших 18 років.
Середній дохід на одне домашнє господарство  становив 35 522 долари США (медіана — 26 250), а середній дохід на одну сім'ю — 44 832 долари (медіана — 32 955). За межею бідності перебувало 29,6 % осіб, у тому числі 44,3 % дітей у віці до 18 років та 36,9 % осіб у віці 65 років та старших.
Цивільне працевлаштоване населення становило 150 осіб. Основні галузі зайнятості: мистецтво, розваги та відпочинок — 23,3 %, виробництво — 16,7 %, транспорт — 12,7 %, роздрібна торгівля — 10,7 %.